# Gamal Yafai
Gamal Yafai (Birmingham, 4 de agosto de 1991) es un deportista británico
de origen yemení que compitió por Inglaterra en boxeo.  Sus hermanos Galal y Khalid compitieron en el mismo deporte.
Ganó una medalla de bronce en el Campeonato Europeo de Boxeo Aficionado de 2010, en el peso gallo.
En mayo de 2014 disputó su primera pelea como profesional. En mayo de 2017 conquistó el título internacional del CMB, en la categoría de peso supergallo. En su carrera profesional tuvo en total 22 combates, con un registro de 19 victorias y 3 derrotas.

## Palmarés internacional
| Representando a Inglaterra |               |                   |           |
| Campeonato Europeo         |               |                   |           |
| Año                        | Lugar         | Medalla           | Categoría |
| 2010                       | Moscú (Rusia) | Medalla de bronce | 54 kg     |